# Il romanzo d'avventure

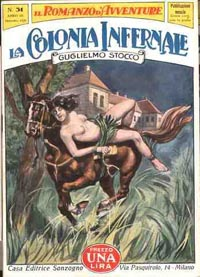
Il n.31 della collana Il Romanzo d'Avventure: La colonia infernale di Guglielmo Stocco, dicembre 1926.

Il Romanzo d'Avventure è una collana editoriale di romanzi avventurosi e fantastico fantascientifici, edita dal 1924 al 1936 da Sonzogno per un totale di 151 fascicoli.
Fu diretta da Guglielmo Stocco e alternò spesso autori italiani a quelli stranieri, come H. G. Wells, Jack London, H. Rider Haggard, seppure operando consistenti tagli ai loro testi.
Lo stesso Guglielmo Stocco ripubblicò nella collana alcuni suoi romanzi, tra cui L'aeronave fantasma (1910) e La colonia infernale (1921) a cui aggiunse la seconda parte, Il riformatore del mondo (1927), una storia ispirata al romanzo La colonia felice di Carlo Dossi.
Tra gli altri autori italiani il più pubblicato fu Gastone Simoni.
La collana era economica (prezzo di copertina di 1 lira) e intendeva "offrire anche ai meno abbienti la possibilità di godere con minima spesa la gioia di possedere un romanzo e di formarsi una biblioteca", pubblicando tra i romanzi avventurosi dei "capolavori di modesta mole".
I fascicoli erano composti da 64 a 96 pagine bianco e nero, più copertina morbida in quadricromia e nero all'interno. Le illustrazioni sono spesso non firmate, però in qualche caso troviamo le sigle di Domenico Natoli (Nat) e Attilio Mussino (Attilio). I romanzi più lunghi erano divisi in due o talvolta tre uscite, ognuna con un titolo proprio.
Una collana pressoché omonima, Il Romanzo di Avventure, venne edita da Andrea Viglongo e C. dal 1950 al 1959, con 16 volumi di opere di Luigi Motta, Emilio Salgari e Jules Verne.

## Elenco delle uscite

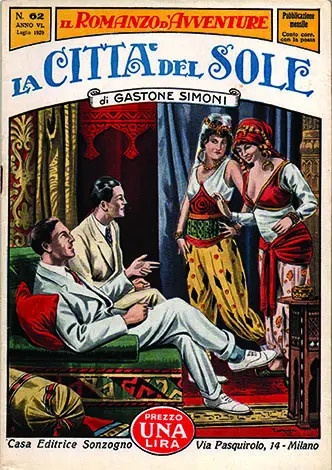
La città del sole di Gastone Simoni, n.62, 1929.

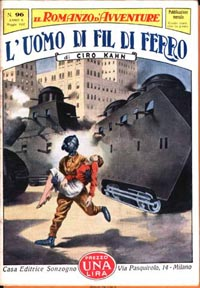
L'uomo di fil di ferro di Ciro Khan (o Kahn), n.96, 1932.

- 1. La macchina del tempo, H. G. Wells, 1924
- 2. I conquistatori dell'abisso, José Moselli, 1924
- 3. Nella terra del sole, A. G. Banti, 1924
- 4. I cacciatori d'uomini, Adolfo Burdo, 1924
- 5. Il cannibale bianco, L. G. Rougemont, 1924
- 6. La naufragatrice, Emilio Salgari, 1924
- 7. L'uomo invisibile, H. G. Wells, 1924
- 8. Il devastatore del mare, P. G. Jansen, 1924
- 9. La giraffa bianca, G. Landucci (pseudonimo di Emilio Salgari), 1925
- 10. Il mistero del turbine volante, Robert Louis Stevenson, 1925
- 11. L'isola del terrore, H. G. Wells, 1925
- 12. La figlia del pascià, Ugo Mioni, 1925
- 13. Padre Crespel nel Labrador, Emilio Salgari, 1925
- 14. Occhio rosso, Jack London, 1925
- 15. Gordon Pym, Edgar Allan Poe, 1925
- 16. All'ombra della bandiera verde, Ugo Mioni, 1925
- 17. La terra della morte, E. White Stewart, 1925
- 18. Il distruttore dell'oro, Giulio Lermina, 1925
- 19. Il signore della foresta, Jack London, 1925
- 20. I tre balilla, Guglielmo Stocco, 1926
- 21. Gli orfani della nave in fiamme, Aristide Marino Gianella, 1926
- 22. Mangiatori di sabbia, Enrico Leturque, 1926
- 23. La figlia dello stregone, Enrico Leturque, 1926
- 24. I briganti dell'aria, Pietro Vernou, 1926
- 25. I padroni del cielo, Pietro Vernou, 1926
- 26. Capitano Corcoran, Alfred Assollant, 1926
- 27. Il Maraja Bianco, Alfred Assollant, 1926
- 28. L'isola della felicità, Alfred Assollant, 1926
- 29. Il figlio del miliardario, Rudyard Kipling, 1926
- 30. La scuola del mare, Rudyard Kipling, 1926
- 31. La colonia infernale, Guglielmo Stocco, 1926
- 32. Il riformatore del mondo, Guglielmo Stocco, 1927
- 33. La peste scarlatta, Jack London, 1927
- 34. L'isola del tesoro, Robert Louis Stevenson, 1927
- 35. Il mozzo dell'Hispaniola, Robert Louis Stevenson, 1927
- 36. I cacciatori di balene, J. Poirret, 1927
- 37. Una scoperta prodigiosa, Jules Verne, 1927
- 38. Il mostro della miniera, R. W. Mac Leod, 1927
- 39. Lo strangolatore bianco, Guglielmo Stocco, 1927
- 40. I misteri della jungla  (seguito de Lo strangolatore bianco), Guglielmo Stocco, 1927
- 41. La scomparsa del Golden Wave, P. G. Jansen, 1927
- 42. La lunga pista, S. E. White, 1927
- 43. Il Robinson dell'Artico, E. Maynard, 1927
- 44. La fidanzata selvaggia, E. Maynard, 1928
- 45. Gli idoli d'oro, Giuseppe Divat, 1928
- 46. I piantatori della Giamaica, Thomas Mayne Reid, 1928
- 47. Il patto del diavolo, Thomas Mayne Reid, 1928
- 48. La casa nel cielo, Gastone Simoni, 1928
- 49. Il pirata giallo, Guglielmo Stocco, 1928
- 50. Il prezzo del riscatto, Guy Boothby, 1928
- 51. Prigioniera del sultano, Guy Boothby, 1928
- 52. La guardia di pesca, Jack London, 1928
- 53. I tesori del Giuba, Roberto Mandel, 1928
- 54. La banda dei fazzoletti rossi, Armando Silvestri, 1928
- 55. La vendetta di Krishna, Italo Vitaliano, 1928
- 56. Il principe della notte, C. De Mattia, 1929
- 57. L'isola senza nome, Guglielmo Stocco, 1929
- 58. Il corsaro dalla maschera nera (seguito de L'isola senza nome), Guglielmo Stocco, 1929
- 59. I Predoni del Gran Deserto, Emilio Salgari, 1929
- 60. Il demone delle acque, Robert Louis Stevenson, 1929
- 61. Gli assalitori di Tien-Tsin, Roberto Mandel, 1929
- 62. La città del sole, Gastone Simoni, 1929
- 63. La barriera invisibile, Gastone Simoni, 1929
- 64. La meravigliosa avventura, Armando Silvestri, 1929
- 65. Le tre cornacchie nere, Frank Norris, 1929
- 66. Braccio di ferro, Italo Vitaliano, 1929
- 67. La vendetta di Maiwa, H. Rider Haggard, 1929
- 68. Il flagello della prateria, Guglielmo Stocco, 1930
- 69. Le lionesse del Canadà, Guglielmo Stocco, 1930
- 70. Il fiore del Nepal, Roberto Mandel, 1930
- 71. Gli schiumatori del mare, Frank Norris, 1930
- 72. Un dramma in fondo al mare, R. Cortambert, 1930
- 73. Un capitano di 16 anni, Louis Becke, 1930
- 74. I contrabbandieri, Gastone Simoni, 1930
- 75. La fanciulla della Valle Perduta, R. W. Mac Leod, 1930
- 76. L'anello di Vior, Alfredo Pitta, 1930
- 77. L'aeronave fantasma, Guglielmo Stocco, 1930
- 78. Il nemico dello zar, Guglielmo Stocco, 1930
- 79. Il diavolo bianco, Italo Vitaliano, 1930
- 80. La tigre sacra, Roberto Mandel, 1931
- 81. Lo sceicco rosso, Armando Silvestri, 1931
- 82. Gli astronauti del polline, Ciro Khan, 1931
- 83. Il pirata del Panama, William MacLeod Raine, 1931
- 84. Il tesoro sepolto, William MacLeod Raine, 1931
- 85. Il solitario di pietra, Romualdo Natoli, 1931
- 86. Il terrore dei Sargassi, Elmer S. Mason, 1931
- 87. La sirena di Krakatoa, Guglielmo Stocco, 1931
- 88. Il segreto del naufrago, J. E. Preston Muddock, 1931
- 89. Il mondo alla rovescia, Giuseppe Amato, 1931
- 90. La montagna perduta, Thomas Mayne Reid, 1931
- 91. La valle della disperazione, Gustavo Le Rouge, 1931
- 92. L'isola dello scheletro, S. Walkey, 1932
- 93. L'ultimo degli Atlantidi, Gastone Simoni, 1932
- 94. Il gran tabù, Grant Allen, 1932
- 95. I prigionieri delle caverne, Charles Gilson, 1932
- 96. L'uomo di fil di ferro, Ciro Khan, 1932 (antologia personale)
- 97. La caccia al milionario, Julian Linley, 1932
- 98. Il re nero, Edgar Wallace, 1932
- 99. Capitan Cougourdan, Eugenio Mouton, 1932
- 100. I banditi del Messico, Julian Linley, 1932
- 101. La miniera di diamanti, Italo Vitaliano, 1932
- 102. L'idolo rosso, Gastone Simoni, 1932
- 103. Gran Moxo, Gastone Simoni, 1932
- 104. Il yacht nero, V. Carenzi Gallesi, 1933
- 105. Il bandito delle praterie, H. Mortimer Batten, 1933
- 106. I figli di Atlantide, Fernando Zanon, 1933
- 107. Amock, Roberto Pescio, 1933
- 108. Gli dei del ghiaccio, H. Rider Haggard, 1933
- 109. La sfera rotante, Italo Vitaliano, 1933
- 110. Il prigioniero dei Botocudos, Guido Monaldi, 1933
- 111. L'isola sconosciuta, Reginald C. Fry, 1933
- 112. I cacciatori di teste, S. Walkey, 1933
- 113. Il capitano Montana, Julian Linley, 1933
- 114. Il segreto delle cento isole, Jean De La Hire, 1933
- 115. Gli enigmi del principe birmano, Jean De La Hire, 1933
- 116. Gli avvelenatori del mare, Guy Boothby, 1934
- 117. Il tesoro del deserto, Armando Silvestri, 1934
- 118. La rivincita dei tre, Armando Silvestri, 1934
- 119. Le cinque perle cave, S. Andrew Wood, 1934
- 120. Le imprese di Bosambo, Edgar Wallace, 1934
- 121. Il terrore del fiume, Edgar Wallace, 1934
- 122. La fortuna del capitano Spink, Morley Roberts, 1934
- 123. Il leone del deserto, Gustave Aimard, 1934
- 124. Le terre delle zagaglie, Edgar Wallace, 1934
- 125. Lo stagno dei serpenti, V. Carenzi Gallesi, 1934
- 126. Mac Todd il macchinista, C. J. Cutcliffe Hine, 1934
- 127. La promozione dell'ammiraglio, Morley Roberts, 1934
- 128. Il ritorno del cowboy, V. Rouss, 1935
- 129. Il corsaro dell'imperatore, Giapon, 1935
- 130. Il capitano Kettle, C. J. Cutcliffe Hine, 1935
- 131. Le ultime avventure del Capitano Kettle, C. J. Cutcliffe Hine, 1935
- 132. Il tesoro di Ockay, Romualdo Natoli, 1935
- 133. Bosambo e Quattrossa, Edgar Wallace, 1935
- 134. Il pirata della carovaniera, Armando Silvestri, 1935
- 135. L'ultima tigre, Emilio Salgari, 1935
- 136. Biru Kenu, Guido Monaldi, 1935
- 137. Le gesta di Quattrossa, Edgar Wallace, 1935
- 138. Il pirata dagli occhi rossi, Arthur Conan Doyle, 1935
- 139. I banditi dell'Oyapoc, G. Normand, 1935
- 140. L'occhio del diavolo, W. E. Cule, 1936
- 141. L'isola del mistero, W. E. Cule, 1936
- 142. Lotte nel West, Marie de Nervaud, 1936
- 143. Il mago d'Oriente, Pietro Mormino, 1936
- 144. Il ladro di cavalli, Mahlon G. Gearhart, 1936
- 145. Il ritorno di Kettle, C. J. Cutcliffe Hine, 1936
- 146. Steve il vendicatore, Jack Bertin, 1936
- 147. Un mozzo di Surcouf, Pierre Maël, 1936
- 148. Fra le nevi del Nord, Mahlon G. Gearhart, 1936
- 149. L'idolo cinese, Andrea Lavezzolo, 1936
- 150. Il corsaro di ferro, Romualdo Natoli, 1936
- 151. Il cowboy solitario, James Routh, 1936